# Juno Award
Juno Award är ett kanadensiskt musikpris, som delas ut till kanadensiska artister och band som bidragit inom deras artistiska eller tekniska gren, inom all sorts musik. Nya medlemmar i Canadian Music Hall of Fame blir introducerade som en del av prisceremonin.
Vinnarna väljs av medlemmar i Canadian Academy och Recording Arts and Sciences alternativt en grupp experter, beroende på vilket pris det gäller. I nästan alla vanliga kategorier, såsom Bästa album, Bästa artist, sker nomineringen genom att utgå från skiv-försäljning under en viss tid. I mer specificerade genre-kategorier, används dock en panel.

## Kategorier

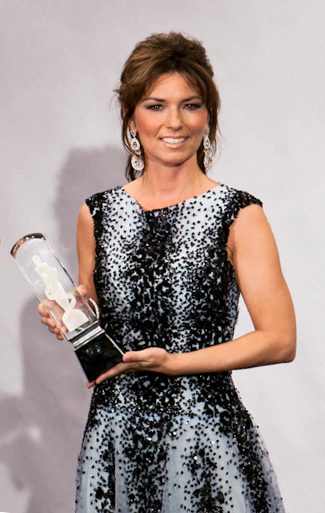
Shania Twain vid 2011 års Juno-gala.

### Priser till artister
- Årets artist
- Fan Choice
- Årets grupp
- Årets nykomling (Artist)
- Årets nykomling (Grupp)
- Årets producent
- Årets ljudtekniker
- Årets låtskrivare

### Priser för inspelningar
- Årets album
- Adult Alternative
- Adult Contemporary
- Alternative
- Blues
- Children's
- Comedy
- CCM/Gospel
- Classical Composition
- Classical – Large Ensemble
- Classical – Solo or Chamber Ensemble
- Classical – Vocal or Choral Performance
- Country
- Dance
- Electronic
- Francophone
- Indigenous Music
- Instrumental
- International
- Jazz – Solo
- Jazz – Group
- Jazz – Contemporary
- Jazz – Traditional
- Jazz – Vocal
- Heavy Metal
- Pop
- R&B/Soul
- Rap
- Reggae
- Rock
- Contemporary Roots
- Traditional Roots
- Årets singel
- Årets världsmusik

### Tekniska priser
- Årets musik-DVD
- Recording Package
- Årets video

## Galorna
| Tid, plats och värd för utdelning av Juno Awards |                          |                                       |                              |                                                                                            |                          |
| År                                               | Datum                    | Plats                                 | Lokal                        | Värd                                                                                       |                          |
| 1970                                             | 23 februari              | Toronto, Ontario                      | St. Lawrence Hall            | George Wilson                                                                              |                          |
| 1971                                             | 22 februari              | Toronto, Ontario                      | St. Lawrence Hall            | George Wilson                                                                              |                          |
| 1972                                             | 28 februari              | Toronto, Ontario                      | Inn on the Park              | George Wilson                                                                              |                          |
| 1973                                             | 12 mars                  | Toronto, Ontario                      | Inn on the Park              | George Wilson                                                                              |                          |
| 1974                                             | 25 mars                  | Toronto, Ontario                      | Inn on the Park              | George Wilson                                                                              |                          |
| 1975                                             | 24 mars                  | Toronto, Ontario                      | Canadian National Exhibition | Paul Anka                                                                                  |                          |
| 1976                                             | 15 mars                  | Toronto, Ontario                      | Ryerson University           | John Allan Cameron                                                                         |                          |
| 1977                                             | 16 mars                  | Toronto, Ontario                      | Royal York Hotel             | David Steinberg                                                                            |                          |
| 1978                                             | 28 mars                  | Toronto, Ontario                      | Harbour Castle Hilton        | David Steinberg                                                                            |                          |
| 1979                                             | 21 mars                  | Toronto, Ontario                      | Harbour Castle Hilton        | Burton Cummings                                                                            |                          |
| 1980                                             | 2 april                  | Toronto, Ontario                      | Harbour Castle Hilton        | Burton Cummings                                                                            |                          |
| 1981                                             | 5 februari               | Toronto, Ontario                      | O'Keefe Centre               | Frank Mills med Ginette Reno/Ronnie Hawkins med Carroll Baker/Andrea Martin med John Candy |                          |
| 1982                                             | 14 april                 | Toronto, Ontario                      | Harbour Castle Hilton        | Burton Cummings                                                                            |                          |
| 1983                                             | 5 april                  | Toronto, Ontario                      | Harbour Castle Hilton        | Burton Cummings och Alan Thicke                                                            |                          |
| 1984                                             | 5 december               | Toronto, Ontario                      | Exhibition Place             | Joe Flaherty och Andrea Martin                                                             |                          |
| 1985                                             | 4 november               | Toronto, Ontario                      | Harbour Castle Hilton        | Andrea Martin och Martin Short                                                             |                          |
| 1986                                             | 10 november              | Toronto, Ontario                      | Harbour Castle Hilton        | Howie Mandel                                                                               |                          |
| 1987                                             | 2 november               | Toronto, Ontario                      | O'Keefe Centre               | Howie Mandel                                                                               |                          |
| 1988                                             | Inga ceremonier detta år | Inga ceremonier detta år              | Inga ceremonier detta år     | Inga ceremonier detta år                                                                   | Inga ceremonier detta år |
| 1989                                             | 12 Mars                  | Toronto, Ontario                      | O'Keefe Centre               | Andre-Philippe Gagnon                                                                      |                          |
| 1990                                             | 18 mars                  | Toronto, Ontario                      | O'Keefe Centre               | Rick Moranis                                                                               |                          |
| 1991                                             | 3 mars                   | Vancouver, British Columbia           | Queen Elizabeth Theatre      | Paul Shaffer                                                                               |                          |
| 1992                                             | 29 mars                  | Toronto, Ontario                      | O'Keefe Centre               | Rick Moranis                                                                               |                          |
| 1993                                             | 21 mars                  | Toronto, Ontario                      | O'Keefe Centre               | Celine Dion                                                                                |                          |
| 1994                                             | 20 mars                  | Toronto, Ontario                      | O'Keefe Centre               | Roch Voisine                                                                               |                          |
| 1995                                             | 26 mars                  | Hamilton, Ontario                     | Copps Coliseum               | Ensabeln från This Hour Has 22 Minutes                                                     |                          |
| 1996                                             | 10 mars                  | Hamilton, Ontario                     | Copps Coliseum               | Anne Murray                                                                                |                          |
| 1997                                             | 9 mars                   | Hamilton, Ontario                     | Copps Coliseum               | Jann Arden                                                                                 |                          |
| 1998                                             | 22 mars                  | Vancouver, British Columbia           | General Motors Place         | Jason Priestley; Shari Ulrich och Bill Henderson (off-air)                                 |                          |
| 1999                                             | 7 mars                   | Hamilton, Ontario                     | Copps Coliseum               | Mike Bullard                                                                               |                          |
| 2000                                             | 12 mars                  | Toronto, Ontario                      | SkyDome                      | The Moffatts                                                                               |                          |
| 2001                                             | 4 mars                   | Hamilton, Ontario                     | Copps Coliseum               | Rick Mercer                                                                                |                          |
| 2002                                             | 14 april                 | St. John's, Newfoundland and Labrador | Mile One Stadium             | Barenaked Ladies                                                                           |                          |
| 2003                                             | 6 april                  | Ottawa, Ontario                       | Corel Centre                 | Shania Twain                                                                               |                          |
| 2004                                             | 4 april                  | Edmonton, Alberta                     | Rexall Place                 | Alanis Morissette                                                                          |                          |
| 2005                                             | 3 april                  | Winnipeg, Manitoba                    | MTS Centre                   | Brent Butt                                                                                 |                          |
| 2006                                             | 2 april                  | Halifax, Nova Scotia                  | Halifax Metro Centre         | Pamela Anderson                                                                            |                          |
| 2007                                             | 1 april                  | Saskatoon, Saskatchewan               | Credit Union Centre          | Nelly Furtado                                                                              |                          |
| 2008                                             | 6 april                  | Calgary, Alberta                      | Pengrowth Saddledome         | Russell Peters                                                                             |                          |
| 2009                                             | 29 mars                  | Vancouver, British Columbia           | General Motors Place         | Russell Peters                                                                             |                          |
| 2010                                             | 18 april                 | St. John's, Newfoundland and Labrador | Mile One Centre              | Flera                                                                                      |                          |
| 2011                                             | 27 mars                  | Toronto, Ontario                      | Air Canada Centre            | Drake                                                                                      |                          |
| 2012                                             | 1 april                  | Ottawa, Ontario                       | Scotiabank Place             | William Shatner                                                                            |                          |
| 2013                                             | 21 april                 | Regina, Saskatchewan                  | Brandt Centre                | Michael Bublé                                                                              |                          |
| 2014                                             | 30 mars                  | Winnipeg, Manitoba                    | MTS Centre                   | Classified, Johnny Reid och Serena Ryder                                                   |                          |
| 2015                                             | 15 mars                  | Hamilton, Ontario                     | FirstOntario Centre          | Jacob Hoggard                                                                              |                          |
| 2016                                             | 3 april                  | Calgary, Alberta                      | Scotiabank Saddledome        | Jann Arden och Jon Montgomery                                                              |                          |
| 2017                                             | 2 april                  | Ottawa, Ontario                       | Canadian Tire Centre         | Bryan Adams och Russell Peters                                                             |                          |
| 2018                                             | 25 mars                  | Vancouver, British Columbia           | Rogers Arena                 | Michael Bublé                                                                              |                          |
| 2019                                             | 17 mars                  | London, Ontario                       | Budweiser Gardens            | To be announced                                                                            |                          |